# Farai
Farai nebo Férai (řeckyΦαραί, Φηραί – Farai, Férai), bylo ve starověku messénské město u jižního pobřeží poloostrova Peloponés. Dnes se na tomto místě nachází město Kalamata.
Antický cestovatel Pausanias, který ve druhém století procestoval Řecko, navštívil i messénské město Farai. Uvádí, že se nacházelo sedmdesát stádií (12,950 km) od města Abia. Při cestě před vstupem do města vyvěral pramen se slanou vodou. Od místních obyvatel se dozvěděl, že město založil Faris, syn boha Herma a Danaovy dcery Fylodameie. Faridovi se nenarodili potomci po meči, stal se otcem jen dcery Télegony, o níž a její potomcích píše i Homér v Iliadě. Ve městě viděl Pausanias i chrám bohyně Tyché (Náhody), bohyně zmiňované již Homerem.
Přibližně v letech 735–715 před Kr. (První messénská válka) Sparta dobyla Messenii a její obyvatele proměnila na heiloty. Po několika povstáních v roce 370 př. n. l. Messénii osvobodil thébský vojevůdce Epameinóndas a založil její hlavní město Messénu. Messénie stála v roce 344 př. n. l. na straně makedonského krále Filipa II., který její území zvětšil. Po roce 244 př. n. l. patřilo messénske město Farai střídavě k aitólskemu a Achajskému spolku. V roce 219 před Kr. byl za stratéga Achajského spolku zvolen Epératos, rodák z Farai. Protože byla Messánie donucena připojit se k Achajskému spolku, neposlala žádné jednotky proti Římu a nakonec se v roce 146 př. n. l. dostala pod římskou nadvládu. Později císař Augustus přiřadil město Farai do Lakónie.